# Sumitomo Realty & Development
Sumitomo Realty & Development est une entreprise japonaise qui fait partie de l'indice TOPIX 100.
Elle fait partie du groupe Sumitomo.